# Giamaica ai Giochi della XXIX Olimpiade
La Giamaica ha partecipato ai Giochi della XXIX Olimpiade di Pechino, svoltisi dall'8 al 24 agosto 2008, con una delegazione di 50 atleti.

## Medaglie
| Medaglia | Atleta                                                                                               | Sport            | Evento                          |
| -------- | --- | ---------------- | ------------------------------- |
| Oro      | Usain Bolt                                                                                           | Atletica leggera | 100 metri maschili              |
| Oro      | Shelly-Ann Fraser                                                                                    | Atletica leggera | 100 metri femminili             |
| Oro      | Usain Bolt                                                                                           | Atletica leggera | 200 metri maschili              |
| Oro      | Melaine Walker                                                                                       | Atletica leggera | 400 metri ostacoli femminili    |
| Oro      | Veronica Campbell-Brown                                                                              | Atletica leggera | 200 metri femminili             |
| Oro      | Usain Bolt Michael Frater Nesta Carter Asafa Powell                                                  | Atletica leggera | Staffetta 4x100 metri maschile  |
| Argento  | Sherone Simpson                                                                                      | Atletica leggera | 100 metri femminili             |
| Argento  | Kerron Stewart                                                                                       | Atletica leggera | 100 metri femminili             |
| Argento  | Shericka Williams                                                                                    | Atletica leggera | 400 metri femminili             |
| Bronzo   | Kerron Stewart                                                                                       | Atletica leggera | 200 metri femminili             |
| Bronzo   | Anastasia Leroy Bobby-Gaye Wilkins Shereefa Lloyd Rosemarie Whyte Novlene Williams Shericka Williams | Atletica leggera | Staffetta 4x400 metri femminile |

### Plurimedagliati
| Nome              | Sport            | Oro | Argento | Bronzo | Totale |
| ----------------- | ---------------- | --- | ------- | ------ | ------ |
| Usain Bolt        | Atletica leggera | 3   | 0       | 0      | 3      |
| Kerron Stewart    | Atletica leggera | 0   | 1       | 1      | 2      |
| Shericka Williams | Atletica leggera | 0   | 1       | 1      | 2      |

## Atletica leggera
| Gara                  | Atleta                                                            | Batterie | Batterie | Quarti       | Quarti       | Semifinali | Semifinali | Finale  | Finale |
| Gara                  | Atleta                                                            | Tempo    | Pos.     | Tempo        | Pos.         | Tempo      | Pos.       | Tempo   | Pos.   |
| --------------------- | ----------------------------------------------------------------- | -------- | -------- | ------------ | ------------ | ---------- | ---------- | ------- | ------ |
| 100 m                 | Usain Bolt                                                        | 10"20    | 1        | 9"92         | 1            | 9"85       | 1          | 9"69    |        |
| 100 m                 | Michael Frater                                                    | 10"15    | 1        | 10"09        | 2            | 10"01      | 4          | 9"97    | 6      |
| 100 m                 | Asafa Powell                                                      | 10"16    | 1        | 10"02        | 1            | 9"91       | 1          | 9"95    | 5      |
| 200 m                 | Usain Bolt                                                        | 20"64    | 2        | 20"29        | 1            | 20"09      | 1          | 19"30   |        |
| 200 m                 | Marvin Anderson                                                   | 20"85    | 3        | non concluso | non concluso |            |            |         |        |
| 200 m                 | Christopher Williams                                              | 20"53    | 3        | 20"28        | 3            | 20"45      | 6          |         |        |
| 400 m                 | Michael Blackwood                                                 |          |          | 45"56        | 4            |            |            |         |        |
| 400 m                 | Ricardo Chambers                                                  |          |          | 45"22        | 3            | 45"09      | 4          |         |        |
| 400 m                 | Sanjay Ayre                                                       |          |          | 45"66        | 5            |            |            |         |        |
| 800 m                 | Aldwyn Sappleton                                                  |          |          | 1'48"19      | 6            |            |            |         |        |
| 110 m ostacoli        | Richard Phillips                                                  | 13"60    | 4        | 13"48        | 5            | 13"43      | 4          | 13"60   | 7      |
| 110 m ostacoli        | Maurice Wignall                                                   | 13"61    | 4        | 13"36        | 1            | 13"40      | 4          | 13"46   | 6      |
| 400 m ostacoli        | Isa Phillips                                                      |          |          | 49"55        | 3            | 48"85      | 5          |         |        |
| 400 m ostacoli        | Danny McFarlane                                                   |          |          | 48"86        | 2            | 48"33      | 2          | 48"30   | 4      |
| 400 m ostacoli        | Markino Buckley                                                   |          |          | 48"65        | 1            | 48"50      | 3          | 48"60   | 7      |
| Staffetta 4x100 metri | Dwight Thomas Michael Frater Nesta Carter Asafa Powell Usain Bolt |          |          |              |              | 38"31      | 1          | 37"10   |        |
| Staffetta 4x400 metri | Blackwood Michael Fothergill Alodin Sanjay Ayre Chambers Ricardo  |          |          |              |              | 3'00"09    | 3          | 3'01"45 | 8      |

| Gara           | Atleta           | Qualificazioni | Qualificazioni | Finale | Finale |
| Gara           | Atleta           | Misura         | Pos.           | Misura | Pos.   |
| -------------- | ---------------- | -------------- | -------------- | ------ | ------ |
| Salto in lungo | Herbert McGregor | 7,64 m         | 26             |        |        |
| Getto del peso | Dorian Scott     | 19,94 m        | 15             |        |        |

| Prova                  | Maurice Smith | Maurice Smith | Maurice Smith |
| Prova                  | Risultato     | Punti         | Pos.          |
| ---------------------- | ------------- | ------------- | ------------- |
| 100 metri              | 10"85         | 894           | 11            |
| Salto in lungo         | 6,81 m        | 769           | 34            |
| Getto del peso         | 15,24 m       | 804           | 7             |
| Salto in alto          | 1,91 m        | 723           | 25            |
| 400 metri              | 49"27         | 849           | 16            |
| 110 metri ostacoli     | 14"01         | 973           | 2             |
| Lancio del disco       | 49,02 m       | 850           | 3             |
| Salto con l'asta       | 4,60 m        | 790           | 18            |
| Lancio del giavellotto | 61,52 m       | 761           | 7             |
| 1500 metri             | 4'32"74       | 727           | 12            |
| Totale                 |               | 8023          | 14            |

| Gara                  | Atleta | Batterie | Batterie | Quarti       | Quarti       | Semifinali | Semifinali | Finale       | Finale       |
| Gara                  | Atleta | Tempo    | Pos.     | Tempo        | Pos.         | Tempo      | Pos.       | Tempo        | Pos.         |
| --------------------- | --- | -------- | -------- | ------------ | ------------ | ---------- | ---------- | ------------ | ------------ |
| 100 m                 | Shelly-Ann Fraser | 11"35    | 1        | 11"06        | 1            | 11"00      | 1          | 10"78        |              |
| 100 m                 | Sherone Simpson | 11"48    | 3        | 11"02        | 1            | 11"11      | 4          | 10"98        |              |
| 100 m                 | Kerron Stewart | 11"28    | 1        | 10"98        | 1            | 11"05      | 1          | 10"98        |              |
| 200 m                 | Veronica Campbell-Brown                                                                                                   | 23"04    | 1        | 22"64        | 1            | 22"19      | 1          | 21"74        |              |
| 200 m                 | Sherone Simpson | 22"94    | 2        | 22"60        | 1            | 22"50      | 3          | 22"36        | 6            |
| 200 m                 | Kerron Stewart | 23"03    | 3        | 22"74        | 2            | 22"29      | 2          | 22"00        |              |
| 400 m                 | Rosemarie Whyte |          |          | 51"00        | 1            | 50"63      | 3          | 50"68        | 7            |
| 400 m                 | Novlene Williams |          |          | 51"52        | 1            | 51"06      | 3          |              |              |
| 400 m                 | Shericka Williams |          |          | 50"57        | 1            | 50"58      | 2          | 49"69        |              |
| 800 m                 | Kenia Sinclair |          |          | 2'03"76      | 2            | 1'58"28    | 4          | 1'58"24      | 6            |
| 100 m ostacoli        | Vonette Dixon |          |          | 12"69        | 1            | 12"86      | 5          |              |              |
| 100 m ostacoli        | Delloreen Ennis-London |          |          | 12"82        | 1            | 12"67      | 2          | 12"65        | 5            |
| 100 m ostacoli        | Brigitte Foster-Hylton |          |          | 12"69        | 1            | 12"79      | 3          | 12"66        | 6            |
| 400 m ostacoli        | Melaine Walker |          |          | 54"46        | 1            | 54"20      | 1          | 52"64        |              |
| 400 m ostacoli        | Shevon Stoddart |          |          | 56"52        | 4            |            |            |              |              |
| 400 m ostacoli        | Nickiesha Wilson |          |          | 55"75        | 3            | 54"67      | 5          |              |              |
| 3000 siepi            | Korene Hinds |          |          | non concluso | non concluso |            |            |              |              |
| 3000 siepi            | Mardrea Hyman |          |          | non concluso | non concluso |            |            |              |              |
| Staffetta 4x100 metri | Nickeisha Anderson Aleen Bailey Sheri-Ann Brooks Veronica Campbell-Brown Shelly-Ann Fraser Sherone Simpson Kerron Stewart |          |          |              |              | 42"24      | 1          | non concluso | non concluso |
| Staffetta 4x400 metri | Anastasia Leroy Bobby-Gaye Wilkins Shereefa Lloyd Rosemarie Whyte Novlene Williams Shericka Williams                      |          |          |              |              | 3'22"60    | 2          | 3'20"40      |              |

| Gara                   | Atleta          | Qualificazioni | Qualificazioni | Finale  | Finale |
| Gara                   | Atleta          | Misura         | Pos.           | Misura  | Pos.   |
| ---------------------- | --------------- | -------------- | -------------- | ------- | ------ |
| Salto in lungo         | Chelsea Hammond | 6,60 m         | 12             | 6,79 m  | 4      |
| Salto triplo           | Trecia Smith    | 14,18 m        | 12             | 14,12 m | 11     |
| Getto del peso         | Zara Northover  | 15,85 m        | 31             |         |        |
| Lancio del giavellotto | Olivia McKoy    | 55,51 m        | 34             |         |        |

## Ciclismo

### Su pista
| Gara            | Atleta        | Preliminari | Ripescaggi | Semifinale | Finale |
| --------------- | ------------- | ----------- | ---------- | ---------- | ------ |
| Keirin maschile | Ricardo Lynch | 6           | 3          |            |        |

## Equitazione
| Gara        | Atleta          | Cavallo        | Dressage | Cross country | Salto | Salto di finale | Totale | Posizione |
| ----------- | --------------- | -------------- | -------- | ------------- | ----- | --------------- | ------ | --------- |
| Individuale | Samantha Albert | Before I Do It | 56,30    | 41,60         |       |                 |        |           |

## Nuoto
| Gara                        | Atleta         | Batterie | Batterie | Semifinali | Semifinali | Finale | Finale |
| Gara                        | Atleta         | Tempo    | Pos.     | Tempo      | Pos.       | Tempo  | Pos.   |
| --------------------------- | -------------- | -------- | -------- | ---------- | ---------- | ------ | ------ |
| 50 m stile libero maschili  | Jevon Atkinson | 22"83    | 45       |            |            |        |        |
| 50 m stile libero femminili | Natasha Moodie | 25"95    | 37       |            |            |        |        |
| 200 m rana femminili        | Alia Atkinson  | 2'29"53  | 25       |            |            |        |        |